# Książe
Książe var en polsk feodaltitel. Den är svåröversatt men motsvaras på svenska ungefär av furste eller hertig (ibland även prins). Jämför svenskans friherre, som i andra länder översätts som tyskans freiherr, engelskans baron; vidare svenskans greve (förr jarl, på engelskans earl), tyskans graf, franskans comte, polskans hrabia, och så vidare. Den feminina motsvarigheten är księżna eller, i diminutiv, księżniczka. Se även adel.